# Бугарска гора
Бугарска гора (лат. Silvas Bulgarorum) или Велика бугарска гора (лат. Silva Magna Bulgarica) је историјска шумска зона која се у 12—13. веку протезала од Београда кроз Ниш, па све до Трајанових врата на почетку Тракијске равнице, на истоку.